# Apamea (Frigia)
Apamea era una città dell'antica Frigia, fondata nel III secolo da Antioco I Sotere, nei pressi di Celene.
Antioco le diede il nome in onore della madre Apama I.

Le venne dato il nome di "Ciboto", poiché secondo i Libri sibillini, fu il luogo dove approdò l'Arca di Noè. Località di importanza rilevante per i traffici commerciali, fu sede dei Re di Siria.
Secondo lo storico greco Erodoto, il centro abitato sorse nel punto di confluenza fra i due fiumi Catarrète e Meandro.

Strabone afferma che Apamea e Laodicea erano le città più grandi della Frigia. La prima era situata in un punto di snodo strategico della rotte commerciali che collegavano oriente e occidente per tramite dell'impero seleucide.